# Jussy (Grand Est)
Jussy è un comune francese di 484 abitanti situato nel dipartimento della Mosella nella regione del Grand Est.

## Società

### Evoluzione demografica
Abitanti censiti